# 刘传 (南汉)
刘传（？—942年），五代十国南汉官员。
刘传在南汉大有末年，官至循州（治今广东省龙川县）刺史。南汉殇帝光天元年（942年），境内民变四起，他们共同推举博罗县（今广东省博罗县）吏员張遇賢为主帅，聚众数万，围攻循州。事发仓促，刘传的力量不足以御敌，循州城陷，刘传被杀死。同时长沙人蒙延锡，是知宾州蒙延永的弟弟，張遇賢军来，亦阵亡。